# Publio Servilio Rullo
Publio Servilio Rullo (in latino Publius Servilius Rullus; fl. I secolo a.C.) è stato un politico romano.

## Biografia
Nel 63 a.C. Rullo diventò tribuno della plebe e, convinto da Gaio Giulio Cesare e Marco Licinio Crasso, propose una legge agraria volta a formare una commissione di dieci persone per la ridistribuzione delle terre; probabilmente Cesare e Crasso avevano intenzione di controllare tutti i terreni pubblici attraverso questa commissione, così il console Marco Tullio Cicerone si oppose fortemente alla legge, facendola ritirare.